# Castiglione d'Adda
Castiglione d'Adda är en ort och kommun i provinsen Lodi i regionen Lombardiet i Italien. Kommunen hade 4 646 invånare (2018).